# Pterichis aragogiana
Pterichis aragogiana – gatunek storczyka z rodzaju Pterichis opisany w 2019 roku przez dr hab. Martę Kolanowską i prof. Dariusza L. Szlachetko na podstawie okazów odkrytych w 2017 r. na terytorium Ekwadoru. Nazwa gatunku pochodzi od pająka Aragoga z serii książek o Harrym Potterze, ponieważ wydłużone, szczytowo podwinięte do środka elementy okwiatu przypominają kształtem ciało pająka.
Pterichis aragogiana występuje w ekwadorskim paramo na wysokości powyżej 3000 m n.p.m., osiąga do 55 cm wysokości, cechuje się kwiatami barwy oliwkowo-zielonej od zewnątrz i pomarańczowo-czerwonymi od wewnątrz, a okwiat z zewnątrz, zalążnia i przysadki kwiatowe są gęsto orzęsione.